# Alojzy Wiatr
Alojzy Wiatr ps. Zawierucha, Wasyl (ur. 11 października 1909 Stróżach Niżnych, zm. 17 lutego 1944 w Jaśle) – polski działacz ruchu ludowego, magister prawa, inspektor Komendy Okręgowej BCh w Krakowie, redaktor konspiracyjnego pisma „Zarzewie”  organizacji „Roch”, komendant  Podokręgu podgórskiego  BCh, kapitan.

## Życiorys
Alojzy Wiatr urodził się w rodzinie chłopskiej, jako syn Jana Wiatra i Marii Szkaradek. Ojciec murarz, rolnik, posiadał gospodarstwo rolne w Stróżach Niżnych, należał do Polskiej Partii Socjalistycznej (PPS).

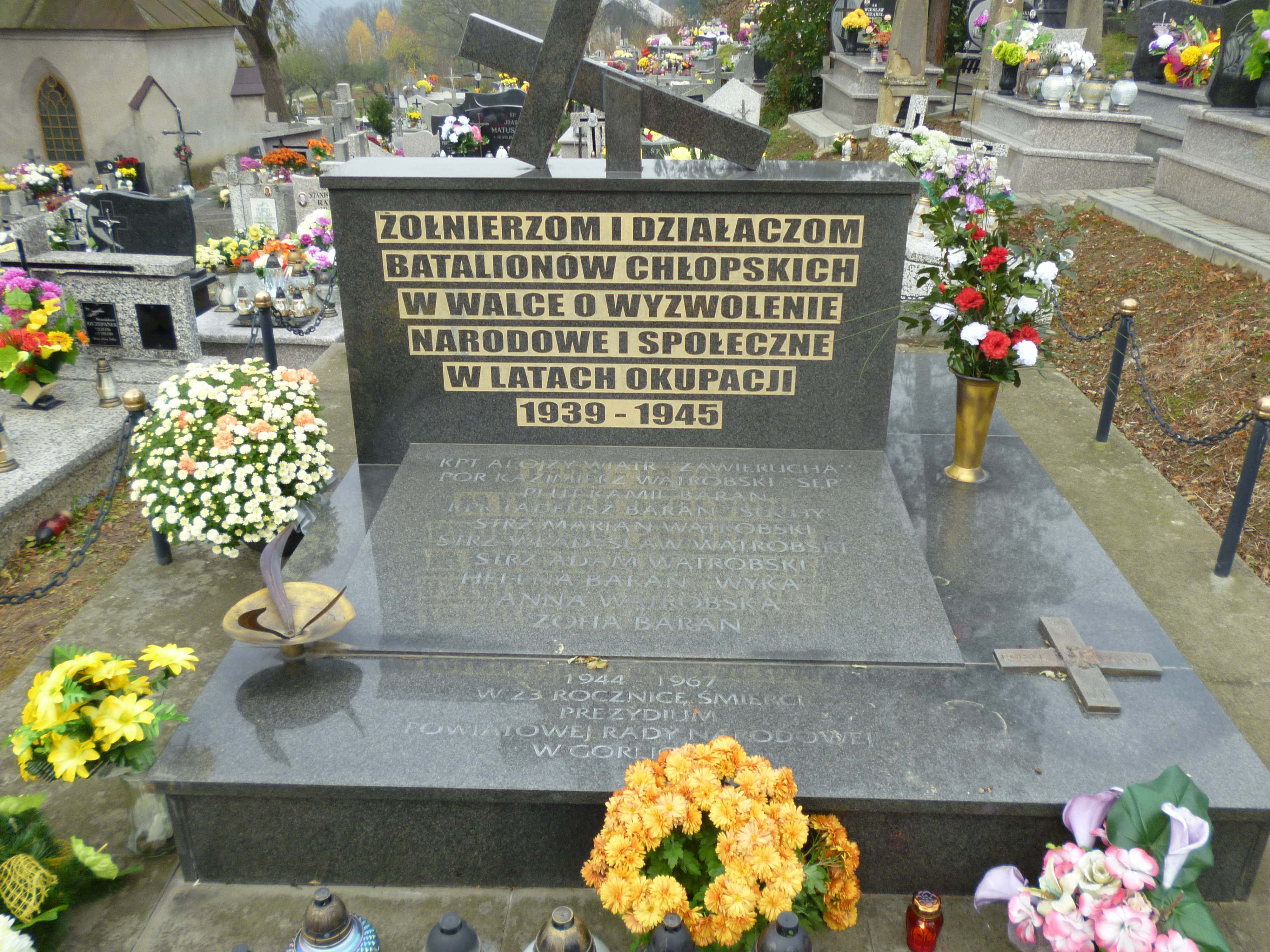
Pomnik, grób Alojzego Wiatra ps „Zawierucha” w Wilczyskach na cmentarzu parafialnym

Alojzy do szkoły podstawowej uczęszczał w Stróżach a później kontynuował naukę w Gimnazjum im. Króla Bolesława Chrobrego w Nowym Sączu. Następnie podjął studia na tej samej uczelni co starszy brat Narcyz Wiatr, na Wydziale Prawno-Ekonomicznym Uniwersytetu Poznańskiego w latach 1930–1935.  W czasie studiów wstąpił do  Wielkopolskiego Związku Młodzieży Wiejskiej oraz Związku Polskiej Akademickiej Młodzieży Wiejskiej gdzie pełnił funkcję członka zarządu, brał udział w wielu wiecach, zjazdach i konferencjach na których wygłaszał przemówienia. Po skończeniu studiów odbył służbę wojskową Szkole Podchorążych Artylerii we Włodzimierzu Wołyńskim i Łukowie. W 1937 roku był organizatorem marszu protestacyjnego w porozumieniu PPS i Komunistycznej Partii Polski do Krynicy, gdzie przebywał prezydent Ignacy Mościcki. W latach 1937–1939 pracował jako aplikant adwokacki w Jaśle i Myślenicach.

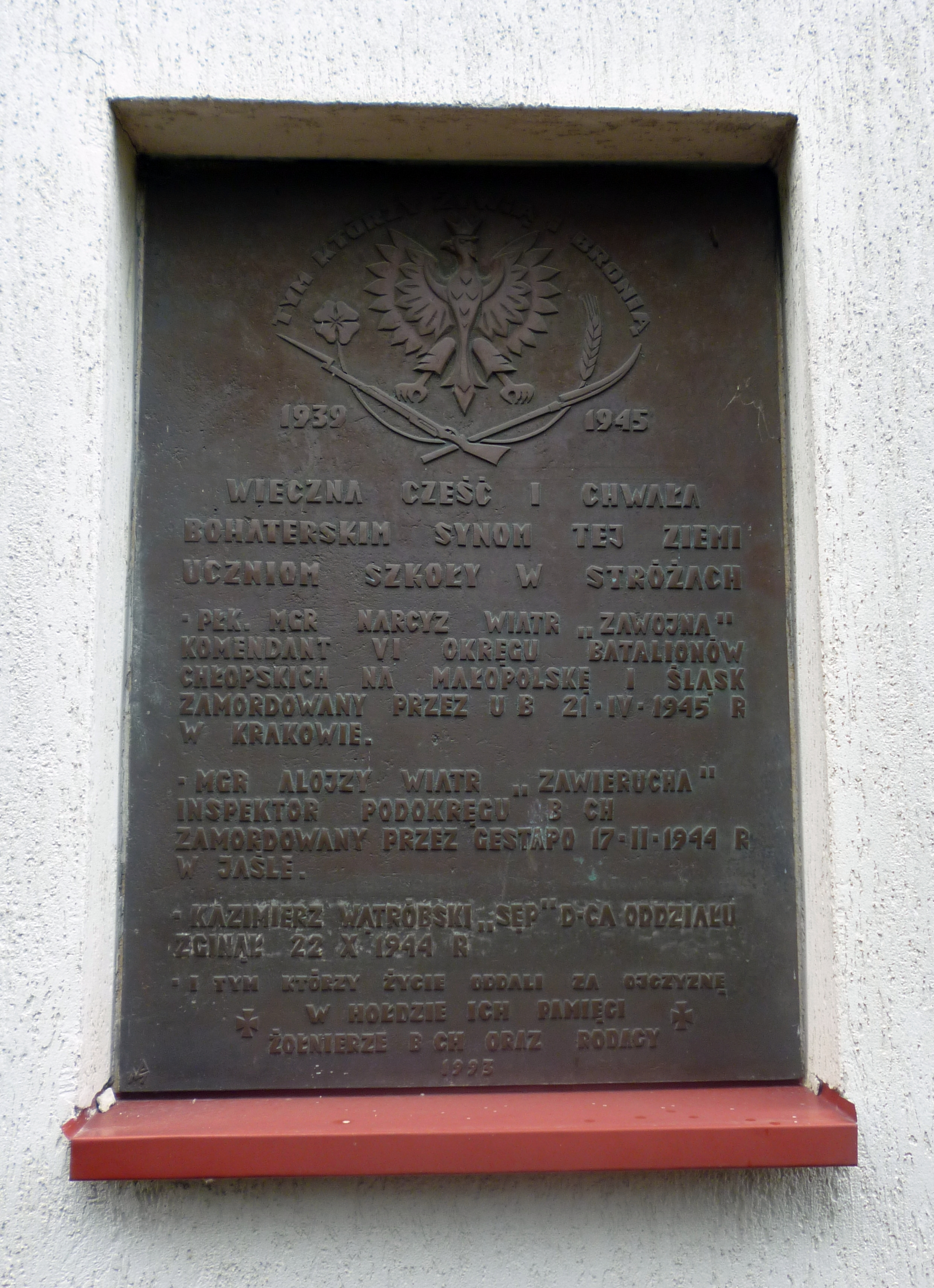
Tablica upamiętniająca na budynku Szkoły Podstawowej w Stróżach

W 1939 roku jako oficer rezerwy został zmobilizowany i walczył w kampanii wrześniowej a po jej zakończeniu podjął nieudaną próbę ewakuacji na Węgry. Powrócił do rodzinnych Stróż, z bratem Narcyzem i Adamem Rysiewiczem brali udział w przerzucie przez granicę Słowacką na Węgry cywilów i wojskowych, wstąpił do tworzącej się organizacji niepodległościowej Związku Walki Zbrojnej. Początkiem 1940 roku brał udział w tworzeniu podziemnego ruchu ludowego „Las” a później Chłostra. 
Latem 1942 roku odbył szkolenie dla komendantów oddziałów specjalnych-dywersyjnych w Warszawie. W latach 1942–1943 organizował oddziały dywersyjne LSB na terenie Inspektoratu Podkarpackiego. 
Objął dowodzenie nad utworzonym przez siebie oddziałem partyzanckim LSB „Sablik”.
Pierwszymi akcjami bojowymi i dywersyjnymi oddziału dowodził Alojzy Wiatr ps „Wasyl”.
Latem 1943 roku dowodzenie przekazał swojemu zastępcy Kazimierzowi Wątróbskiemu ps. „Sęp” a sam otrzymał funkcję inspektora w Inspektoracie Nowy Sącz BCh.
W styczniu 1944 ukazało się konspiracyjne pismo ruchu ludowego „Zarzewie”, redaktorem  pierwszych numerów był Alojzy Wiatr.
8 lutego 1944 roku wracając z inspekcji na terenie Jasła i Krosna, w pociągu jadącym do Stróż został rozpoznany przez niemieckiego policjanta kolejowego Bahnschutz i został aresztowany. Był przesłuchiwany przez Gestapo w Gorlicach następnie przewieziony do Jasła. Planowano akcję uwolnienia „Zawieruchy” w czasie transportu  z Gorlic do Jasła przy udziale wywiadu AK i partyzantów BCh i AK. Obstawiono stację kolejową w Zagórzanach i skrzyżowanie drogi z Gorlic w kierunku Jasła, jednak akcji nie przeprowadzono gdyż Gestapo w nocy natychmiast przewiozło jeńca do Jasła.
Ponownie był torturowany podczas przesłuchania w Jaśle, Alojzy zmarł 17 lutego 1944 roku w celi, został pochowany przez Gestapo na cmentarzu żydowskim w Jaśle. 
Po kilku dniach konspiratorzy BCh w nocy wykopali ciało Alojzego i pochowali go w bezpiecznym miejscu w Jaśle, następnie - po ustaniu działań wojennych na tym obszarze, 15 marca 1945 roku zwłoki zostały przetransportowane do rodzinnego domu Wiatrów w Stróżach. Po śmierci Alojzego Wiatra pierwszego komendanta oddziału partyzanckiego LSB jeden z oddziałów  partyzanckich otrzymał nazwę „Zawierucha”.
27 marca 1945 roku został ostatecznie pochowany w Wilczyskach, gdzie odbył się uroczysty pogrzeb Alojzego Wiatra oraz siedmiu innych osób spokrewnionych z Alojzym. Osoby te pochodziły z rodzin Wątróbskich i Baranów i zostały przez Niemców aresztowane i torturowane za działalność konspiracyjną. Po przesłuchaniach zamordowane i pochowane na wzgórzu Matelanka. Alojzy Wiatr został pochowany w zbiorowej mogile w Wilczyskach.